# 잔비 카푸르
잔비 카푸르(힌디어: जाह्नवी कपूर, 영어: Janhvi Kapoor, 1997년 3월 7일 ~ )는 인도의 배우이다. 영화 프로듀서 보니 카푸르와 배우 스리데비의 딸이다.